# Heremietlijster
De heremietlijster (Catharus guttatus) is een vogelsoort uit de familie lijsters (Turdidae).

## Verspreiding en leefgebied
Deze soort komt voor in Noord-Amerika en telt 9 ondersoorten:
- Catharus guttatus guttatus: zuidelijk Alaska en westelijk Canada.
- Catharus guttatus nanus: zuidoostelijk Alaska en het kustgebied van westelijk Canada.
- Catharus guttatus munroi: westelijk centraal Canada en noordelijk Montana.
- Catharus guttatus jewetti: de kustgebieden van de noordwestelijke Verenigde Staten.
- Catharus guttatus slevini: de kustgebieden van de zuidwestelijke Verenigde Staten.
- Catharus guttatus sequoiensis: de bergstreken van de zuidwestelijke Verenigde Staten.
- Catharus guttatus polionotus: de Rocky Mountains van de westelijk centrale Verenigde Staten.
- Catharus guttatus auduboni: de Rocky Mountains van de noordwestelijke Verenigde Staten en zuidwestelijk Canada.
- Catharus guttatus faxoni: oostelijk centraal en oostelijk Canada en de oostelijke Verenigde Staten.